# Rhacophorus prasinatus
Rhacophorus prasinatus és una espècie de granota que viu a l'illa de Taiwan.
Està amenaçada d'extinció per la pèrdua del seu hàbitat natural.